# Wetmore-Gletscher
Der Wetmore-Gletscher ist ein rund 64 km langer Gletscher an der Lassiter-Küste des Palmerlands auf der Antarktischen Halbinsel. Er fließt zwischen der Rare Range und den Latady Mountains in den nördlichen Abschnitt des Gardner Inlet.
Entdeckt wurde er bei der Ronne Antarctic Research Expedition (1947–1948) unter der Leitung des US-amerikanischen Polarforschers Finn Ronne, der ihn nach Alexander Wetmore (1886–1978) benannte, damals Sekretär der Smithsonian Institution, der Ronne bei der Auslegung des wissenschaftlichen Programms für die Forschungsreise behilflich war.